# Piaggio Hexagon
Il Piaggio Hexagon era uno scooter prodotto a partire dal 1994 dalla Piaggio. Esso fu il primo scooter di cilindrata superiore a 50cc prodotto da tale casa a utilizzare un cambio a variatore in luogo del classico cambio a manopola
che caratterizzava la ben nota Vespa.

## Modelli prodotti
La prima versione dell'Hexagon fu lanciata nel mercato nel 1994, e si caratterizzava per ruote da 10" e un motore a due tempi da 150 o 125 cm³ raffreddato a liquido; la ciclistica prevedeva anche la presenza di un freno a disco da 200 mm alla ruota anteriore a un freno a tamburo in quella posteriore. Tale versione rimase in commercio fino al 1998, ed era riconoscibile per le dimensioni inferiori rispetto ai modelli successivi, le ruote più piccole, la mancanza dei deflettori d'aria ai lati e sulle manopole e la presenza delle frecce colorate in arancio, nonché di un unico faro centrale.
Nel 1998 furono presentati i nuovi Hexagon LX e LXT: rispetto al precedente modello venivano aumentate le dimensioni delle ruote, da 10" a 11" per aumentarne la stabilità, e le dimensioni generali dello scooter; il nuovo motore era da 180 cm³, sempre due tempi, era il medesimo già impiegato dal gruppo Piaggio sul Gilera Runner, in grado di erogare quasi 21 cavalli. Quali variazioni estetiche, il faro frontale era sdoppiato e dotato di doppia lampada, le frecce diventavano trasparenti e comparivano i deflettori per l'aria sia sulle manopole che sullo scudo; a rimarcare il cambiamento anche il logo Hexagon fu ristilizzato.
Nel 1999 debuttano altri due modelli l'Hexagon 250GT e l'Hexagon LX4 125, concepiti per adeguare l'offerta alla necessità di utilizzare motori a quattro tempi. Dotati delle medesime soluzioni stilistiche e ciclistiche dei modelli precedenti, il 250GT utilizzava un motore di derivazione Honda che veniva montato anche in molti altri scooter di diversi produttori; si trattava di un propulsore con distribuzione 2 valvole e raffreddato a liquido in grado di erogare 19 cavalli e di assicurare consumi molto ridotti rispetto al 180 due tempi. La versione LX4 invece utilizzava il motore che la Piaggio aveva sviluppato e progettato per il Piaggio Liberty e la Vespa ET4 125: si trattava di un motore 4 tempi da 125 cm³ con distribuzione a 2 valvole in grado di erogare circa 10 cavalli di potenza. Tale modello di Hexagon era l'unico ad adottare il raffreddamento ad aria invece di quello a liquido.
Alla fine del 2000 vennero presentati i nuovi motori Piaggio L.E.A.D.E.R (Low Emission ADvanced Engine Range) a quattro tempi, con distribuzione a 4 valvole per cilindro, raffreddamento a liquido e 15 cavalli di potenza per il 125 cm³ e oltre 20 per il 180 cm³; l'Hexagon fu il primo scooter a montare questi nuovi motori insieme al primi Beverly e all'X9. Gli Hexagon LX, LXT e LX4 vennero dunque abbandonati a favore dei nuovi "SuperHexagon" GTX 125 e 180 dotati dei nuovi motori, venne aggiornato il 250 cm³ con motore Honda. Le differenze con le versioni precedenti, oltre che nei nuovi motori, consistono nell'introduzione del freno a disco nella ruota posteriore, in un leggero aumento di dimensioni (soprattutto in lunghezza) e per nell'introduzione di un nuovo quadro comprendente un display digitale con datario, ora e temperatura insieme a un nuovo set di spie.
Alla fine del 2002, venne presentato l'ultimo restyling, la versione 250 cm³ con motore Honda esce di produzione mentre le versioni 125 e 180 rimasero tecnicamente identiche alla precedente se non per la presenza di una nuova forcella a steli in luogo del vecchio monobraccio e per l'ulteriore aumento di dimensione delle ruote passate 12".
Nel 2003 la concorrenza interna con il nuovo Beverly e il nuovo X9, unito a un'estetica ritenuta datata, portarono la Piaggio a ritirare l'Hexagon dal mercato dopo quasi 10 anni produzione, ponendo la fine del predominio Piaggio nel mercato degli scooter a ruota bassa.

## Scheda Tecnica (2001)
|                       | GTX 125    | GTX 180    | GTX250     |
| --------------------- | ---------- | ---------- | ---------- |
| Cilindrata            | 124cc      | 182cc      | 244cc      |
| Alesaggio             | 57mm       | 69mm       | 72mm       |
| Corsa                 | 48,6mm     | 48,6mm     | 60mm       |
| Potenza max           | 15cv       | 20cv       | 19cv       |
| N° Valvole            | 4          | 4          | 2          |
| Raffreddamento        | a liquido  | a liquido  | a liquido  |
| Pneumatico anteriore  | 120/70-11" | 120/70-11" | 120/70-11" |
| Pneumatico posteriore | 130/70-11" | 130/70-11" | 130/70-11" |
| Lunghezza             | 2.012mm    | 2.012mm    | 2.012mm    |
| Larghezza             | 740mm      | 740mm      | 740mm      |
| Interasse             | 1450mm     | 1450mm     | 1400mm     |
| Altezza Sella         | 785mm      | 785mm      | 785mm      |
| Serbatoio             | 11,4l      | 11,4l      | 11,4l      |
| Velocità max.         | 104km/h    | 118km/h    | 118km/h    |
| Peso                  | 139Kg      | 139Kg      | 142Kg      |